# Mahmoud Dahoud
Mahmoud Dahoud, född 1 januari 1996, är en syrisk-tysk fotbollsspelare som spelar för Eintracht Frankfurt.

## Klubbkarriär

### Tidig karriär
Dahoud föddes i Amuda, Syrien. Endast 10 månader gammal flyttade Dahouds familj från landet och de kom till Tyskland. Som junior spelade Dahoud för SC Germania Reusrath och Fortuna Düsseldorf innan han gick till Borussia Mönchengladbach som 14-åring 2010.

### Borussia Mönchengladbach
Den 21 augusti 2014 skrev Dahoud på sitt första A-lagskontrakt i Borussia Mönchengladbach, ett kontrakt fram till juni 2018. Dahoud debuterade för klubben den 28 augusti 2014 i en 7–0-vinst över FK Sarajevo i kvalet till Europa League, där han blev inbytt i den 55:e minuten mot Christoph Kramer. Dahoud debuterade i Bundesliga den 11 april 2015 i en 3–1-vinst över Borussia Dortmund, där han blev inbytt på övertid mot Patrick Herrmann.

### Borussia Dortmund
Den 30 mars 2017 värvades Dahoud av Borussia Dortmund, där han skrev på ett femårskontrakt med start den 1 juli 2017. Dahoud debuterade för Borussia Dortmund i en förlustmatch mot Bayern München i DFL-Supercup. I juli 2021 förlängde han sitt kontrakt i klubben fram till juni 2023.

### Brighton & Hove Albion
Den 16 juni 2023 bekräftade Brighton & Hove Albion att Dahoud skulle ansluta till klubben den 1 juli 2023. Den 12 augusti gjorde Dahoud Premier League-debut i en match mot Luton Town som slutade med en 4–1-vinst till Brighton.
Den 1 februari 2024 lånades Dahoud ut till Stuttgart på ett låneavtal över resten av säsongen 2023/2024.

### Eintracht Frankfurt
Den 30 augusti 2024 värvades Dahoud av Eintracht Frankfurt, där han skrev på ett tvåårskontrakt.

## Landslagskarriär
Dahoud var med i Tysklands U21-trupp som vann U21-EM 2017.